# Лондонский договор 1854
Лондонский договор 1854 года — трёхстороннее соглашение между Великобританией, Османской империей и Францией об оборонительном и наступательном союзе против России. Был подписан 10 апреля, то есть после объявления войны России Великобританией и Францией. Данный договор дополнил и расширил Константинопольский союзный договор, подписанный этими державами 12 марта, то есть ещё до объявления войны России.

## Содержание
Говорилось, что западные державы, приглашённые османским султаном к защите от нападения со стороны России, угрожающего его независимости, и убеждённые в необходимости существования Османской империи в её настоящих границах для сохранения европейского равновесия, приняли это приглашение и потому обязались для защиты османских владений отправить достаточное количество сухопутных войск как на европейский, так и на азиатский театр военных действий.
Предусматривалось, что три союзных правительства будут сообща вести военные операции против России и немедленно извещать друг друга о каждом дошедшем до них предложении русского правительства относительно перемирия или мира, причём Османская империя обязывалась не начинать никаких важных предприятий и не входить ни в какие переговоры с российским правительством без согласия и уведомления своих союзников.
В действительности Договор был призван обеспечить интересы агрессивной политики Великобритании и Франции. Обязательства, возложенные на Османскую империю, лишили её суверенитета и не позволили ей выйти из войны, хотя влиятельные османские круги после оккупации Дунайских княжеств российскими войсками склонялись к миру.

## Публикации
- Bulletin des lois de la République Française. — P., 1854, t. 3.
- De Clercq M. Recueil des traités de la France publié sous les auspices de M. C. De Freycinet. — P., 1880,  t. 6.